# Cinachyrella enigmatica
Cinachyrella enigmatica är en svampdjursart som först beskrevs av Burton 1934.  Cinachyrella enigmatica ingår i släktet Cinachyrella och familjen Tetillidae. Inga underarter finns listade i Catalogue of Life.